# Alfred Otto Carl Nier
Alfred Otto Carl Nier (Saint Paul, 28 maggio 1911 – Minneapolis, 16 maggio 1994) è stato un fisico statunitense, pioniere nello sviluppo della spettrometria di massa.
Studiò all'Università del Minnesota e si laureò in ingegneria elettrica nel 1931; dopo la laurea fece degli studi di fisica, dove iniziò a interessarsi di spettrometria di massa.
Nel 1936 entrò alla Harvard University e vi rimase fino al 1938 facendo studi sugli isotopi dell'uranio.
Nel 1940, su richiesta di Enrico Fermi e studenti, preparò un campione di uranio 235 puro.
Dal 1943 al 1945 lavorò a New York per la Kellex Corporation allo sviluppo di spettrometri di massa per il progetto Manhattan.
Dopo la guerra tornò nel Minnesota e fece studi sulla geocronologia, atmosfera, gas nobili, scienze dello spazio.
Disegnò lo spettrometro miniaturizzato del Viking Landers, inviato ad analizzare l'atmosfera di Marte.
Morì nel 1994, due settimane dopo l'incidente motociclistico che lo lasciò paralizzato.

## Riconoscimenti
Gli è stato dedicato un cratere sul pianeta Marte